# Thomas Pupp

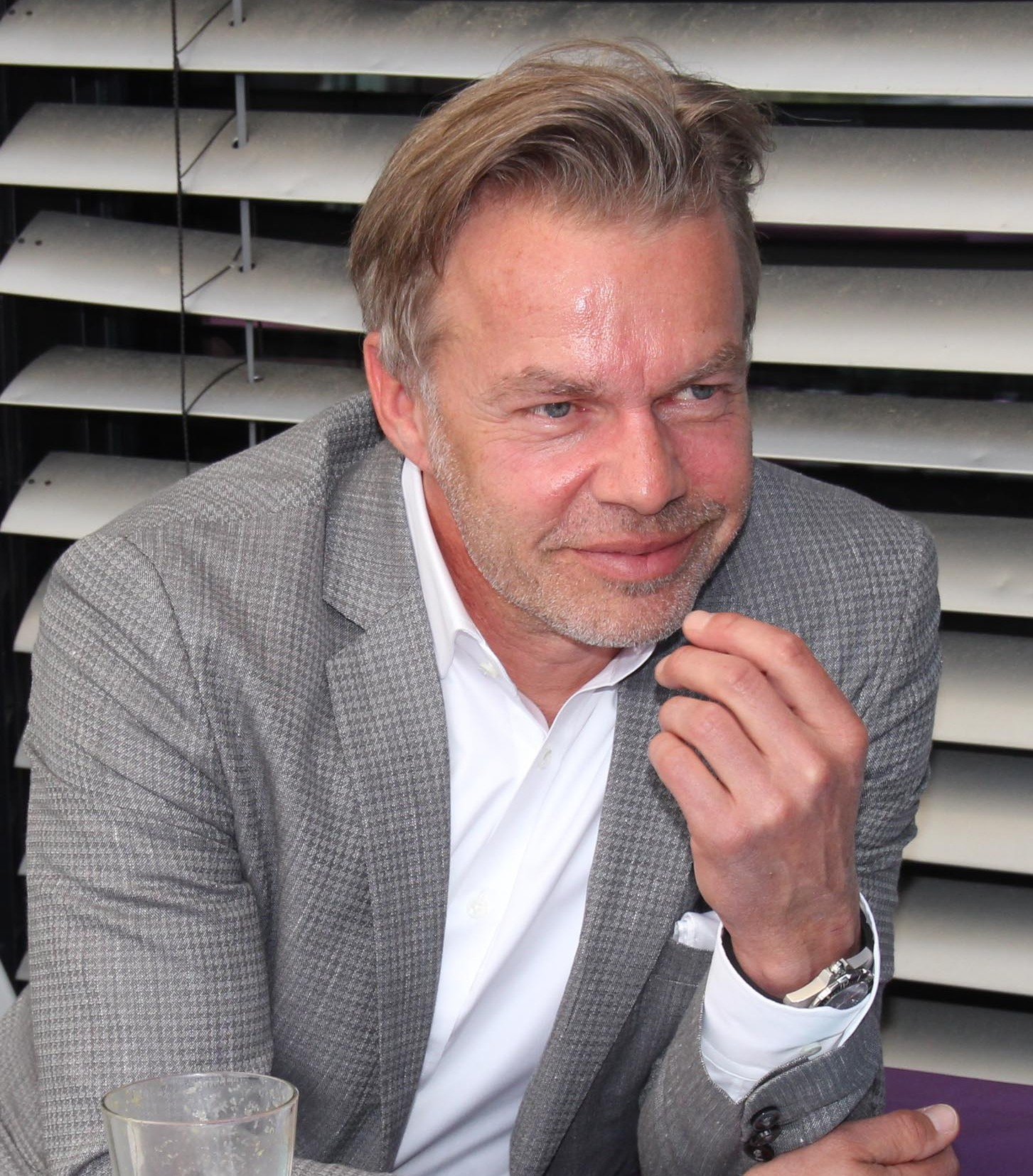
Thomas Pupp (2015)

Thomas Pupp (* 23. Februar 1962 in Innsbruck) ist ein österreichischer Politiker (SPÖ), Jurist und Kommunikationsberater. Er war von 2012 bis 2013 Landesrat in der Landesregierung Platter I und von 2013 bis 2018 Abgeordneter zum Tiroler Landtag.

## Ausbildung und Beruf
Pupp besuchte zwischen 1968 und 1972 die Volksschule und absolvierte danach ab 1972 das Gymnasium Reitmann in Innsbruck. 1980 legte er dort die Matura ab. Er begann im Jahr 1981 ein Studium der Rechtswissenschaft. 1987 schloss er sein Studium mit dem akademischen Grad Mag. ab. In der Folge leistete Pupp sein Gerichtsjahr ab und arbeitete danach in der Girozentrale Wien und als Leiter der Abteilung Marketing bei der Tiroler Tageszeitung in Innsbruck. Pupp beschloss danach sich selbständig zu machen und gründete die Werbeagentur Zimmermann und Pupp. Hier ist er seit 1996 als Kommunikationsberater tätig.

## Politik und Funktionen
Neben seinem Beruf war Thomas Pupp "Mitstreiter" von Norbert Pleifer bei dessen Volksgarten-Projekt und Partner von Josef Wolf in der Ausrichtung des Politfilmfestivals im Leokino. Zudem engagierte er sich als Initiator der Straßenzeitung 20er, in deren "Herausgebendem Vorstand" er noch heute aktiv ist. Die Tiroler Landesgruppe der Naturfreunde war das Umfeld, in dem Thomas Pupp das Skifahren erlernte, 2001 wurde er dort Obmann. Nachdem sich der bisherige SPÖ-Landesrat Hannes Gschwentner aus der Tiroler Landesregierung zurückgezogen hatte, wurde Pupp Anfang August 2012 mit 22 von 27 Stimmen im Landesvorstand zu Gschwentners Nachfolger gewählt. Bei seiner Wahl zum Landesrat erhielt er am 3. Oktober 2012 24 Stimmen im Tiroler Landtag, zehn Abgeordnete stimmten gegen seine Wahl als Landesrat, eine Stimme war ungültig geblieben. Pupp, der bis dahin noch kein Parteiamt innegehabt hatte, jedoch seit den späten 1990er Jahren SPÖ-Parteimitglied war, übernahm in der Folge die Ressorts Wohnbauförderung, Umwelt, Naturschutz und Sport in der Tiroler Landesregierung. Durch die Wahlniederlage der SPÖ bei der Landtagswahl 2013 und das dadurch zustande kommen einer Koalition zwischen ÖVP und Grünen verlor Pupp seine Funktion als Landesrat am 24. Mai 2013 wieder. Er wechselte mit diesem Datum als Abgeordneter in den Tiroler Landtag. Er war innerhalb des SPÖ-Landtagsklubs Bereichssprecher für Rechtsangelegenheiten, Schule, Bildung, Wirtschaft, Tourismus, Sport, Wohnbau, Bau, Energie, Umwelt, Naturschutz, Kunst und Kultur.

## Privates
Pupp wuchs im Innsbrucker Stadtteil Olympisches Dorf auf. Er ist verheiratet und Vater von zwei Kindern.